# March of the Saint
March of the Saint (в переводе с англ. — «Марш святого») — дебютный студийный альбом группы Armored Saint, выпущенный в 1984 году. Диск стал сотрудничеством коллектива с продюсером Майклом Джеймсом Джексоном.

## Список композиций
1. March of the Saint — 04:12
2. Can U Deliver — 03:35
3. Mad House — 03:48
4. Take a Turn — 03:44
5. Seducer — 03:54
6. Mutiny on the World — 03:26
7. Glory Hunter — 05:09
8. Stricken by Fate — 03:43
9. Envy — 02:59
10. False Alarm — 04:14